# Нолинск
Ноли́нск — город в Российской Федерации, административный центр Нолинского района Кировской области, образует Нолинское городское поселение.
Старинный купеческий город с хорошо сохранившейся архитектурой средой. Известен своими традиционными производствами – нолинского пряника и лимонада.
Население — 8262 чел. (2021). Город расположен на правом берегу реки Воя (приток Вятки), в 137 км от Кирова.

## История

### Становление города
В 1612 году на высоком берегу реки Вои, недалеко от впадения в неё речки Ноли (что значит пересыхающая), Вятский Успенский Трифонов монастырь начал строить собор. У подножия крутого холма, где били ключи, монастырские крестьяне срубили первые избы погоста. Поселение постепенно увеличивалось за счет притока крестьян преимущественно из Слободского и Орловского уездов. Заливные луга, богатые на грибы и ягоды, птицу и зверя, на берегу рыбной реки приманивали переселенцев.
Легенда гласит, что во время строительства с наступлением полуночи бревна для собора постоянно скатывались вниз к мысу, омываемому рекой Воей. На том мысе стали примечать одинокий огонёк, который исчезал при приближении к нему. Во время Пасхи на этом месте появилась икона Святителя Николая Чудотворца. Строительство начали на месте появления иконы, а собор назвали Никольским (Николаевским).
В 1668 году завершилось строительство каменного Никольского монастырского собора, погост стал официально именоваться селом Никольским. Жители, однако, предпочитали более короткое название – Ноли. До 1764 года село принадлежало Трифонову монастырю.
В 1780 году, при утверждении Вятского наместничества, по указу Екатерины II село Никольское было преобразовано в город Нолинск. В этот год поселение насчитывало 113 крестьянских изб, одну каменную церковь, деревянную часовню, три трактира, два винокуренных завода и несколько ремесленных мастерских.
Город сильно страдал от пожаров 1823 и 1865 годов. Последний из них привел к разработке плана городской застройки. На месте кривых хаотичных улочек возникли ровные кварталы.
Стремительно росла купеческая прослойка населения. Ее привлекало географическое положение Нолинска: водными и санными путями он был связан как с губернским центром Вяткой, так и с другими крупными торговыми городами – Казанью и Нижним Новгородом.

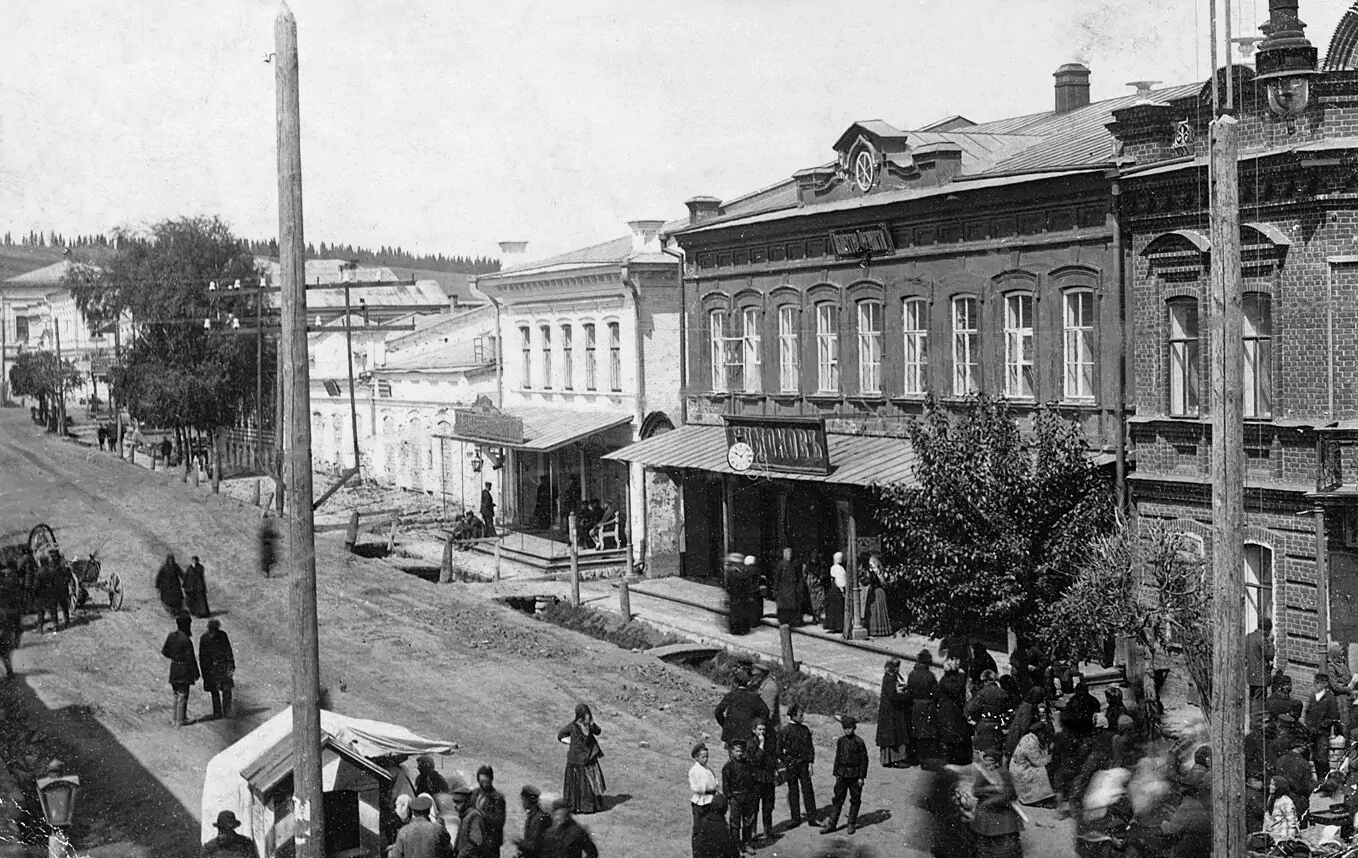
Дом купца М. Я. Небогатикова

Стремясь обозначить свое положение и перещеголять друг друга купцы возводили на улицах Нолинска красивейшие особняки для которых приглашали вятских, а порой даже и столичных архитекторов.
Понимая необходимость наличия надёжных кадров для производства, купцы задумывались об учреждениях культуры и образования. Так, в 1865 году они поддержали инициативу учителей по созданию в Нолинские городской библиотеки. Интересен избранный ими способ финансирования этого дела, который ярко характеризует их во всех отношениях. На заседании городской управы было принято решение о том, что каждый купец для покупки книг в библиотечный фонд будет жертвовать наличными деньгами пять процентов от своих выигрышей в карточных играх. Таким способом только за два месяца была собрана значительная сумма в 460 рублей.
К концу XIX века инфраструктура Нолинска была прилично развита. В городе было три церкви, женская гимназия, духовное училище, городское трехклассное училище, низшая ремесленная школа, начальные училища, земская публичная библиотека, больница, аптека, банк, уездное попечительство детских приютов, комитет российского общества Красного Креста, комитет попечительства и народной трезвости, общество трезвости. Не отставала по размаху и промышленность: в городе работали кожевенное, табачное, хлебобулочное, кондитерское и другие производства, продукция которых реализовывалась в десятках лавок и магазинов, вывозилась в другие города и даже страны. Так, например, табачная продукция купца Якова Небогатикова продавалась в китайском Харбине.

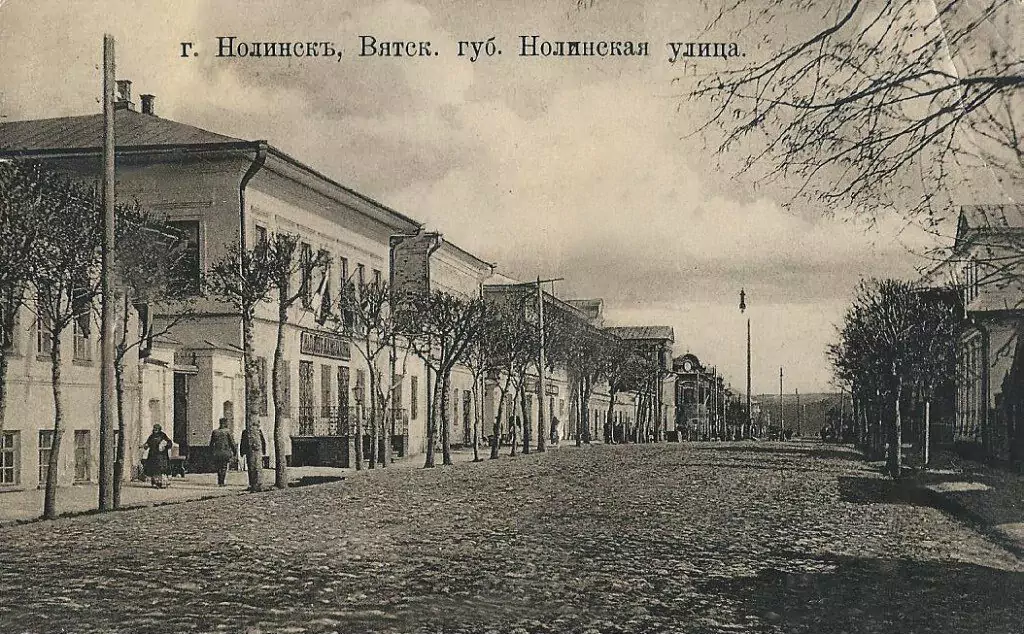
Улица Нолинская
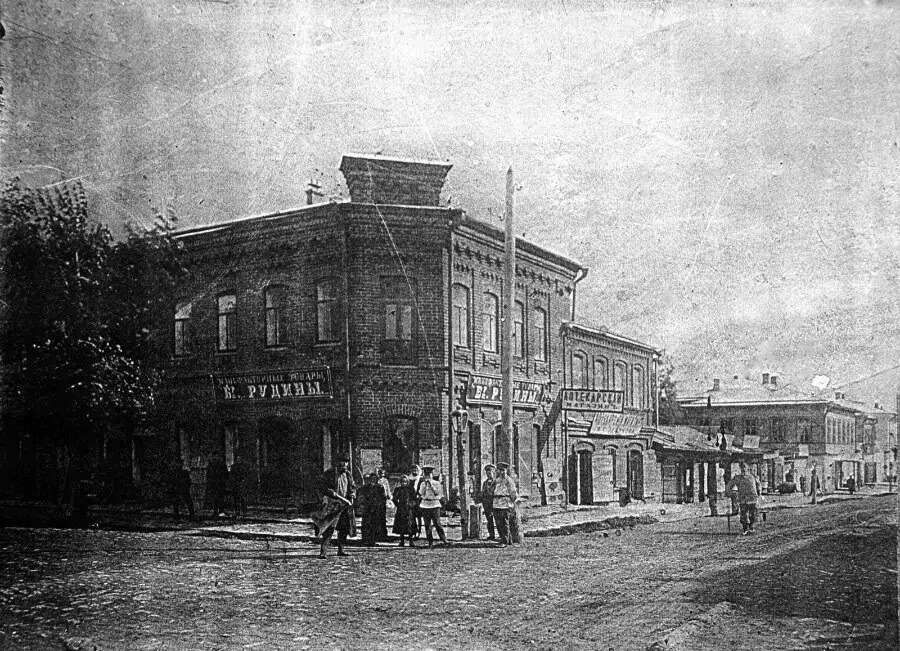
Дом купца А. С. Назарова
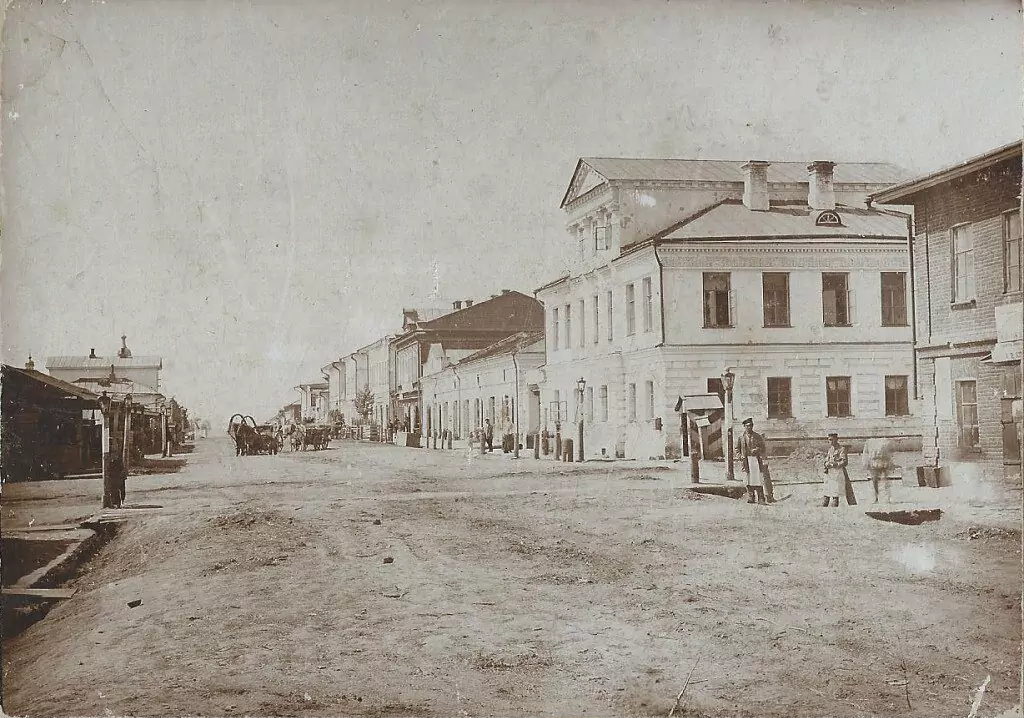
Усадьба Нелюбина

### Советский период
Революция и гражданская война в Нолинске прошли отнюдь не бескровно. Купеческое население города не имело симпатий к захватившим город большевикам и ждало подходящего момента для сопротивления. В августе 1918 года отряды Степанова, взявшие Уржум, при поддержке местного населения двинулись на Нолинск. В городе произошла кровавая стычка, окончившаяся сожжением здания бывшего духовного училища вместе с оборонявшими его солдатами.
На первых порах советская власть принесла Нолинску множество разрушений. Были сбиты купол и колокола с колокольни Никольского собора, сам же собор был отдан Дому культуры, разрушена красивая часовня на кладбище.
Однако после началось развитие города. Красивейшее здание реального училища было отдано под школу, в которое теперь могли обучаться дети всех слоев населения. Были открыты две вспомогательные школы, школа для детей с дефектами речи, техникум механизации сельского хозяйства, педагогическое училище. Создана детская техническая станция, в которой было множество кружков. Открыл свои двери краеведческий музей.
В период с 1940 по 1957 года город назывался Молотовск в честь уроженца Нолинска, советского государственного деятеля Вячеслава Молотова.
В годы Великой Отечественной войны множество нолинчан, мужчин и женщин, отправились на фронт. Город снабжал фуры, забитые валенками, которые были очень необходимы защитникам на фронте. Нолинские школьники добывали торф для военных заводов Кирова, брались за сельскохозяйственные работы и рубку дров.
В мирное время город продолжил расти. Построены новый Дом культуры, новый кинотеатр, Дом быта, спортивные залы, новые учебные корпуса образовательных учреждений, детский комбинат, поликлиника и так далее. Выросли кварталы многоэтажных жилых домов. Засажен,  большой парк. Росло и производство. Были созданы ремонтно-механический завод, пищекомбинат, промкомбинат,  хлебокомбинат, швейная фабрика.

### Современный этап
В 2022 году Нолинск занял первое место в Кировской области по качеству городской среды. Правительство области планирует развивать город как центр внутреннего туризма в регионе.

## Архитектура

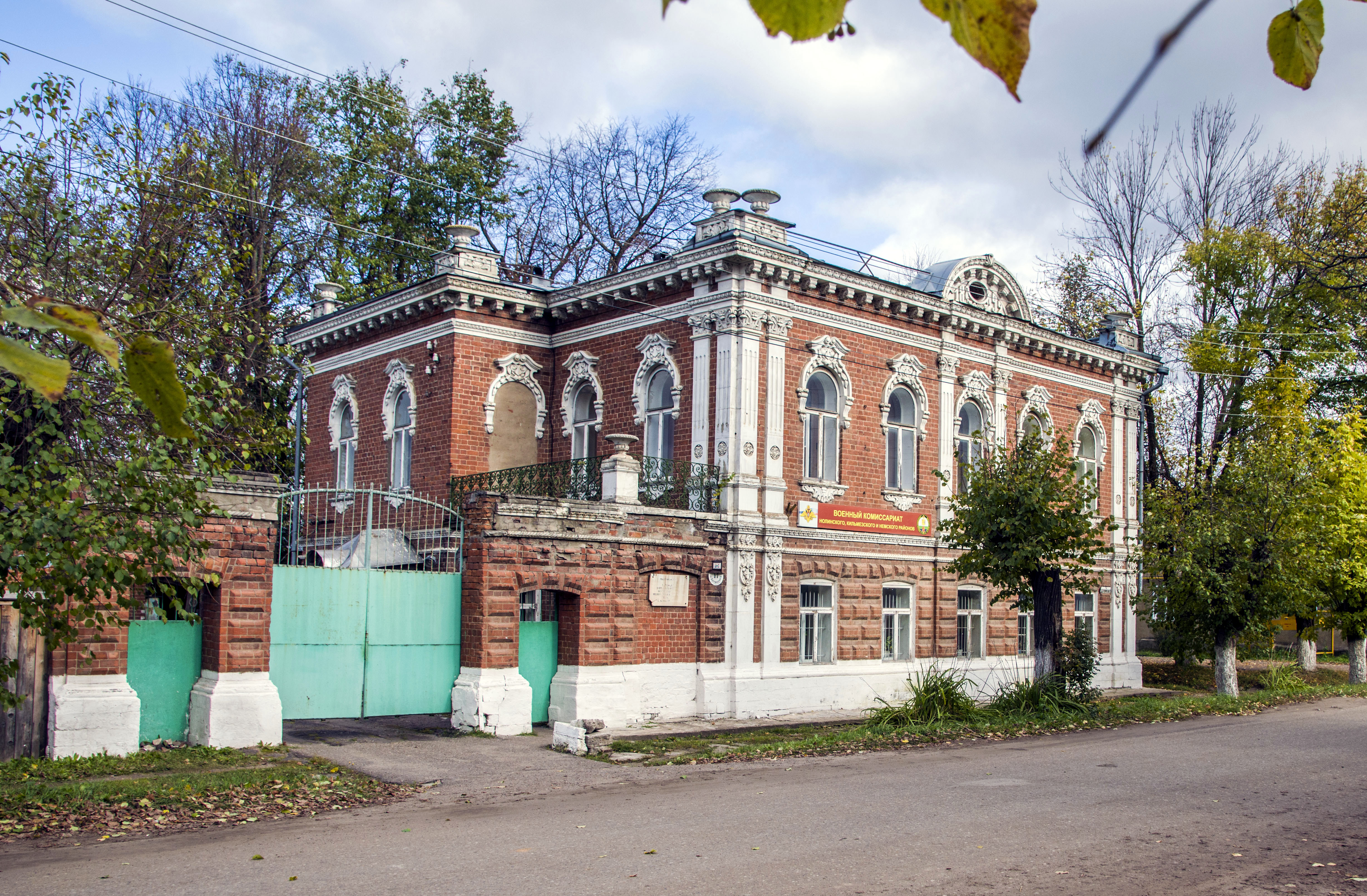
Усадьба Братухина

Историческая застройка центра города представляет собой хорошо сохранившуюся архитектуру купеческого уездного городка. Здешние купцы, пытаясь перещеголять друг друга строили красивейшие особняки и усадьбы. Особо выделяются заслуги местного архитектора Петра Братухина, чьи произведения можно отнести к отдельной архитектурной школе. Застройка Нолинска является объектом историко-культурного наследия Кировской области.

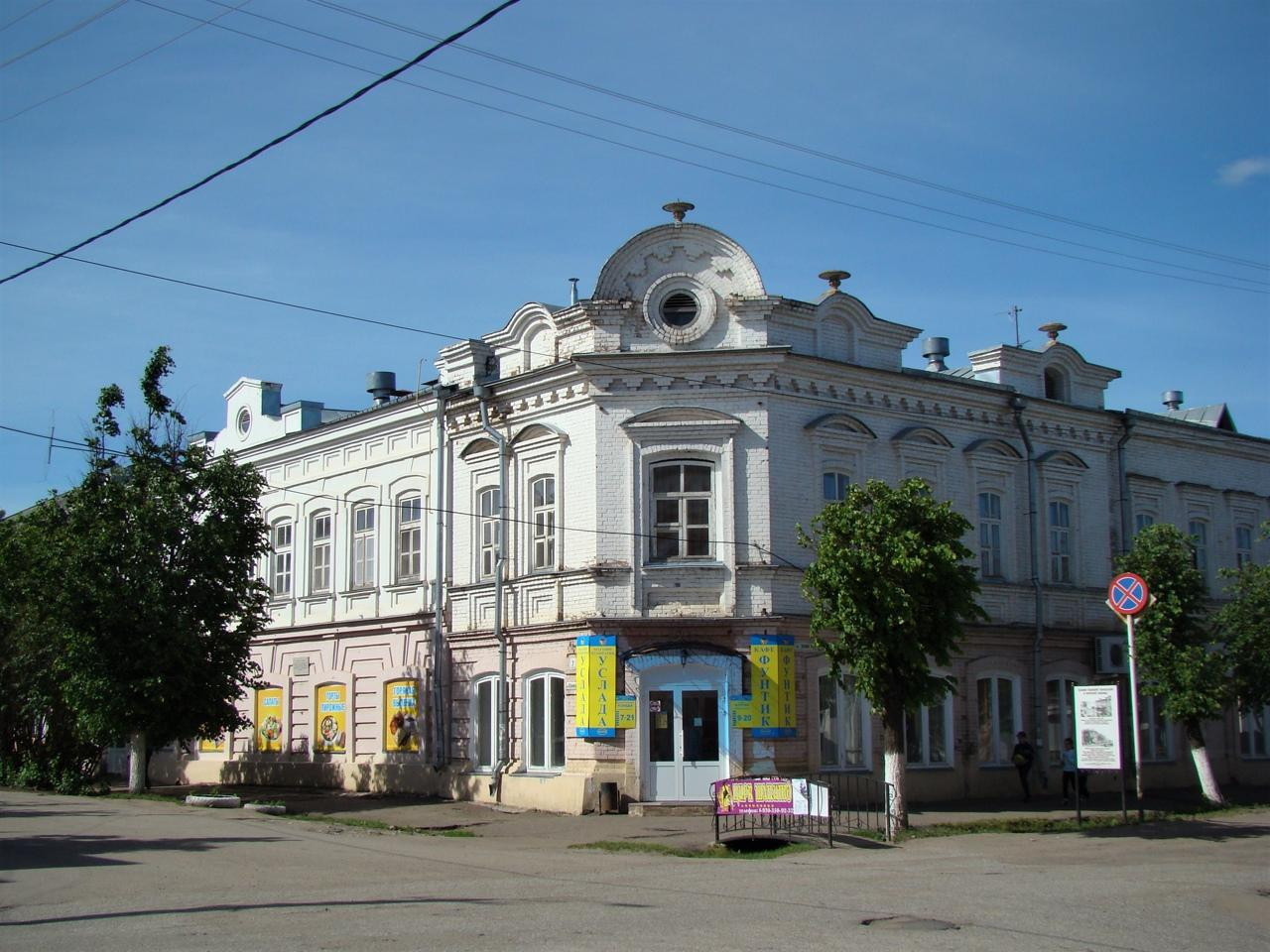
Дом Коробковых

Усадьба Братухина – один из красивейших домов Нолинска. В 1892 году архитектор Братухин построил его для личного использования. При его строительстве он сочетал сразу несколько стилей: барокко, романтизм, готика. С крытого и украшенного желтым стеклом балкона второго этажа открывался вид на липовый сад. Внутреннее убранство был подстать внешнему: были поставлены изразцовые печи и симпатичный камин. «У Братухина в конюшне чище, чем у тебя дома!» – любили говорить нерадивой хозяйке, поскольку даже кони у архитектора содержались с блестящей чистоте.
Дом Коробковых – принадлежал богатому купцу, под крылом которого работали кирпичный завод, мельница, пряничное и сально-свечное производство, а также ювелирный магазин, находившийся на первом этаже здания. Второй этаж занимала городская управа Нолинска.

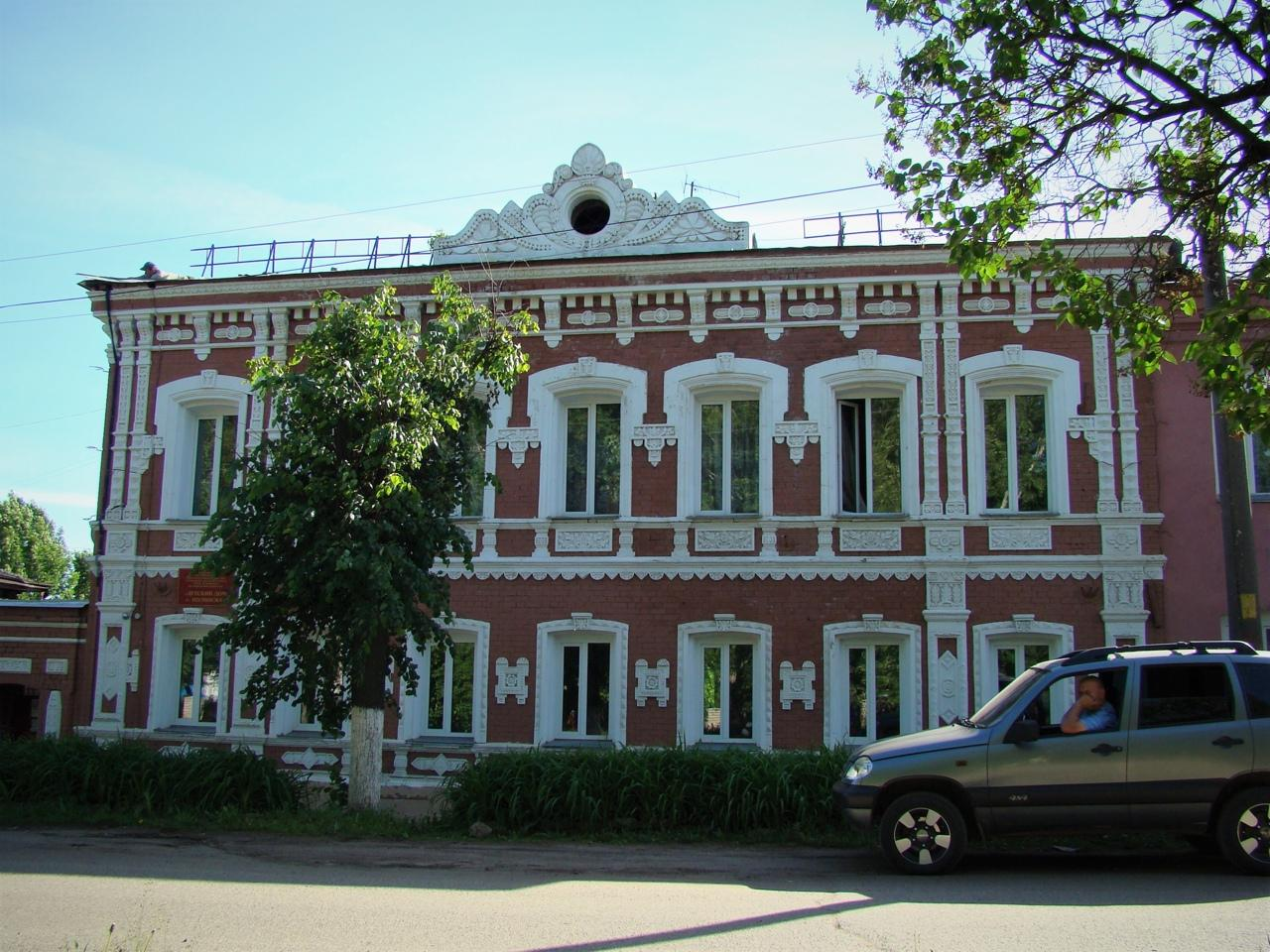
Усадьба Николая Половникова

Дом Ольги Чирковой – построен в конце XIX века для дочери богатейшего купца Якова Небогатикова в качестве приданного. На первом этаже находилась булочная, в которой подавали выпечку, кофе и местный лимонад. Семья Чирковой жила на втором этаже. В этом доме прошли детство и юность народного артиста СССР Бориса Чиркова, который с теплотой вспоминал свои годы в Нолинске. Во дворе посреди сада находилась беседка, где юный Борис строил мечты о театральной карьере.
Реальное училище (торговые ряды) – заложено в 1900 году специально для учебного заведения. Однако первые годы здание занимали магазины и гостиница. В 1908 году здесь открывается реальное училище, после революции преобразованное в школу.
Усадьба Николая Половникова – одно из двух красивейших зданий этой купеческой семьи. Представляет собой смешение различных стилей с богатыми кружевными украшениями из опоки. В годы войны из Ленинграда в его родовой дом был эвакуирован детский приют, который находится здесь и поныне. Жена внука Николая Ивановича работала в нем няней. 
Усадьба Сергея Половникова – принадлежала двоюродному брату Николая Ивановича. Сейчас в нем находится Дом детского творчества. По своему виду напоминает средневековый замок. Здание украшает каменный орнамент, барельефы и вазоны.

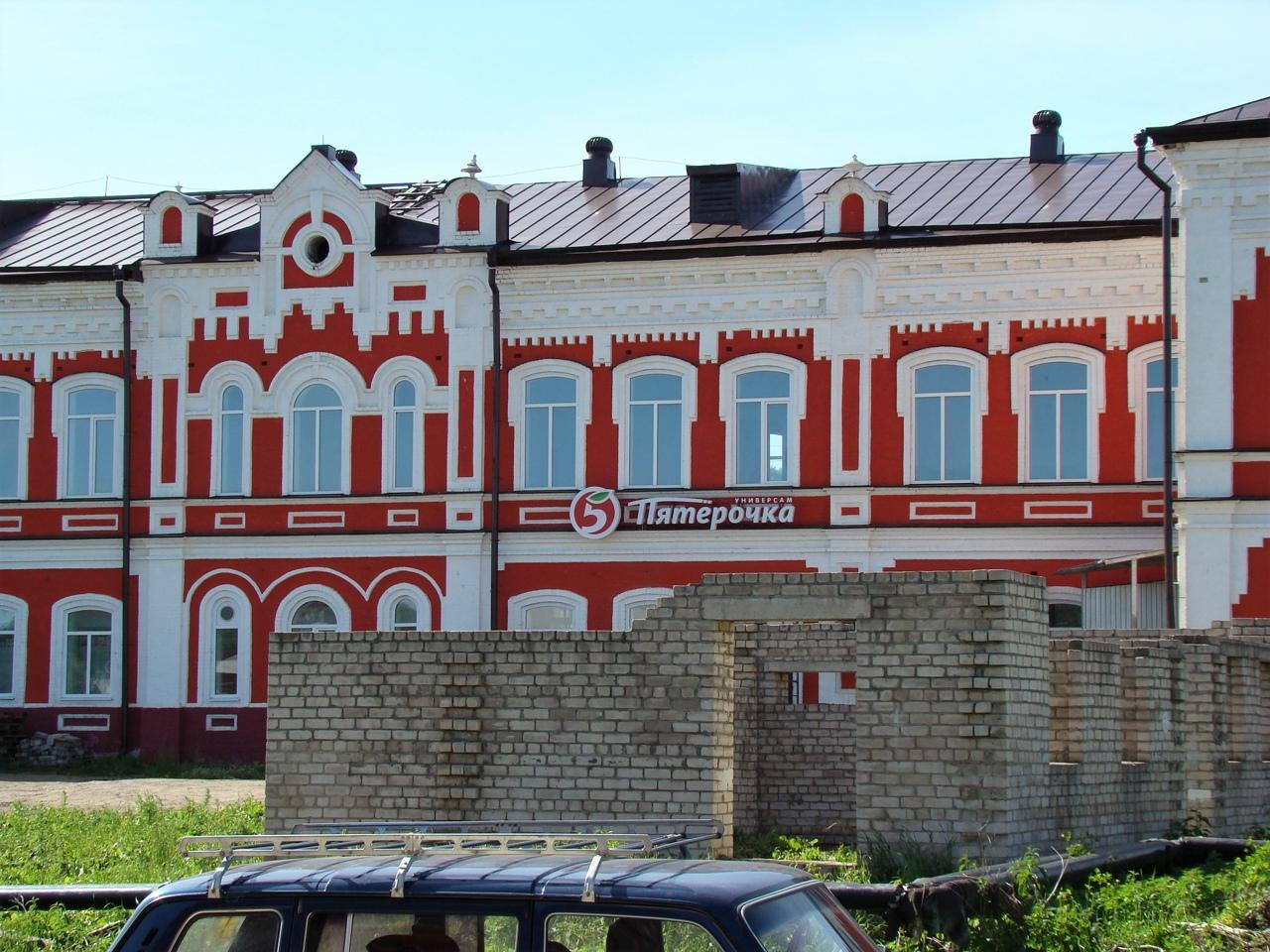
Торговые ряды
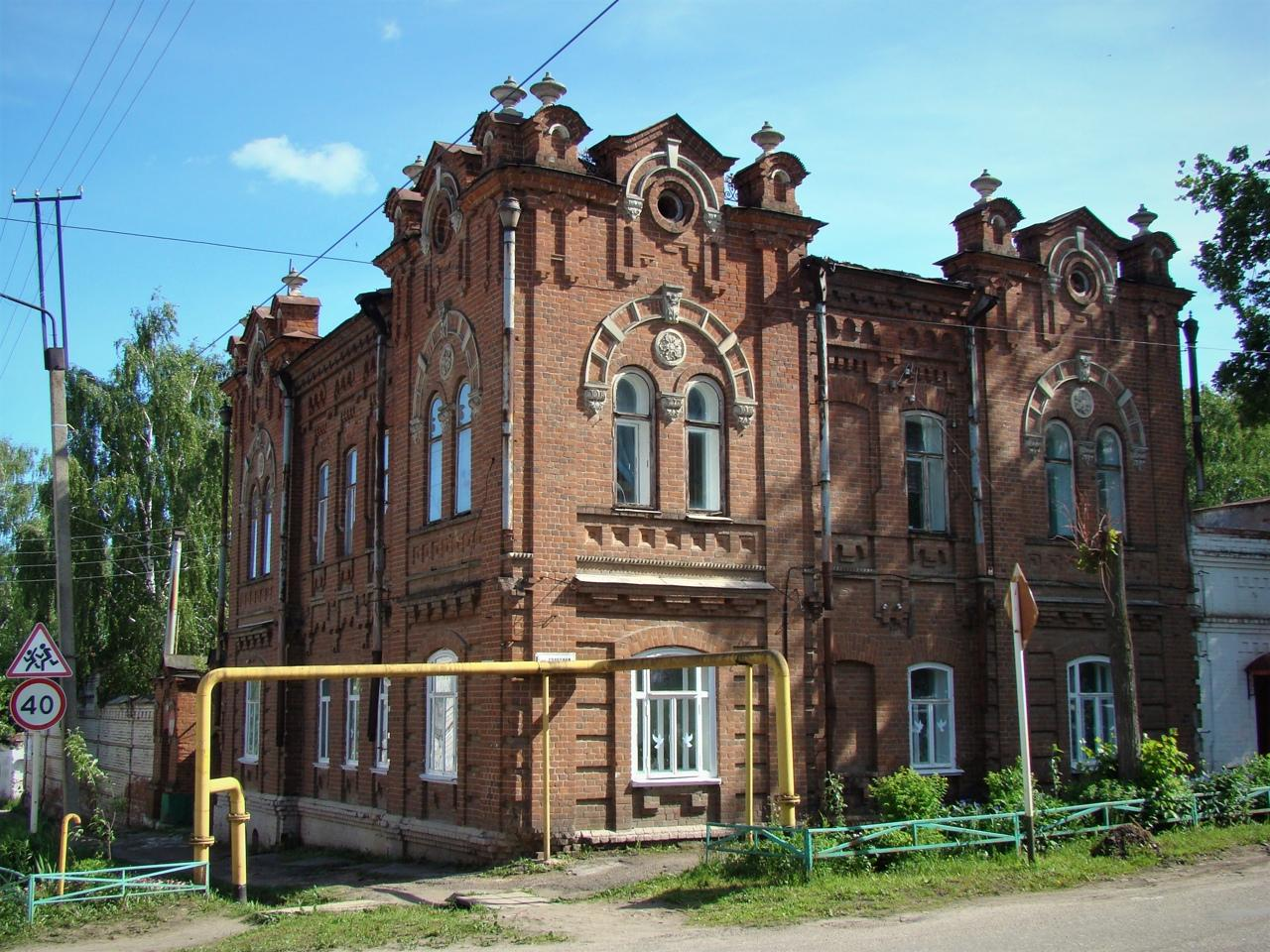
Усадьба Сергея Половникова
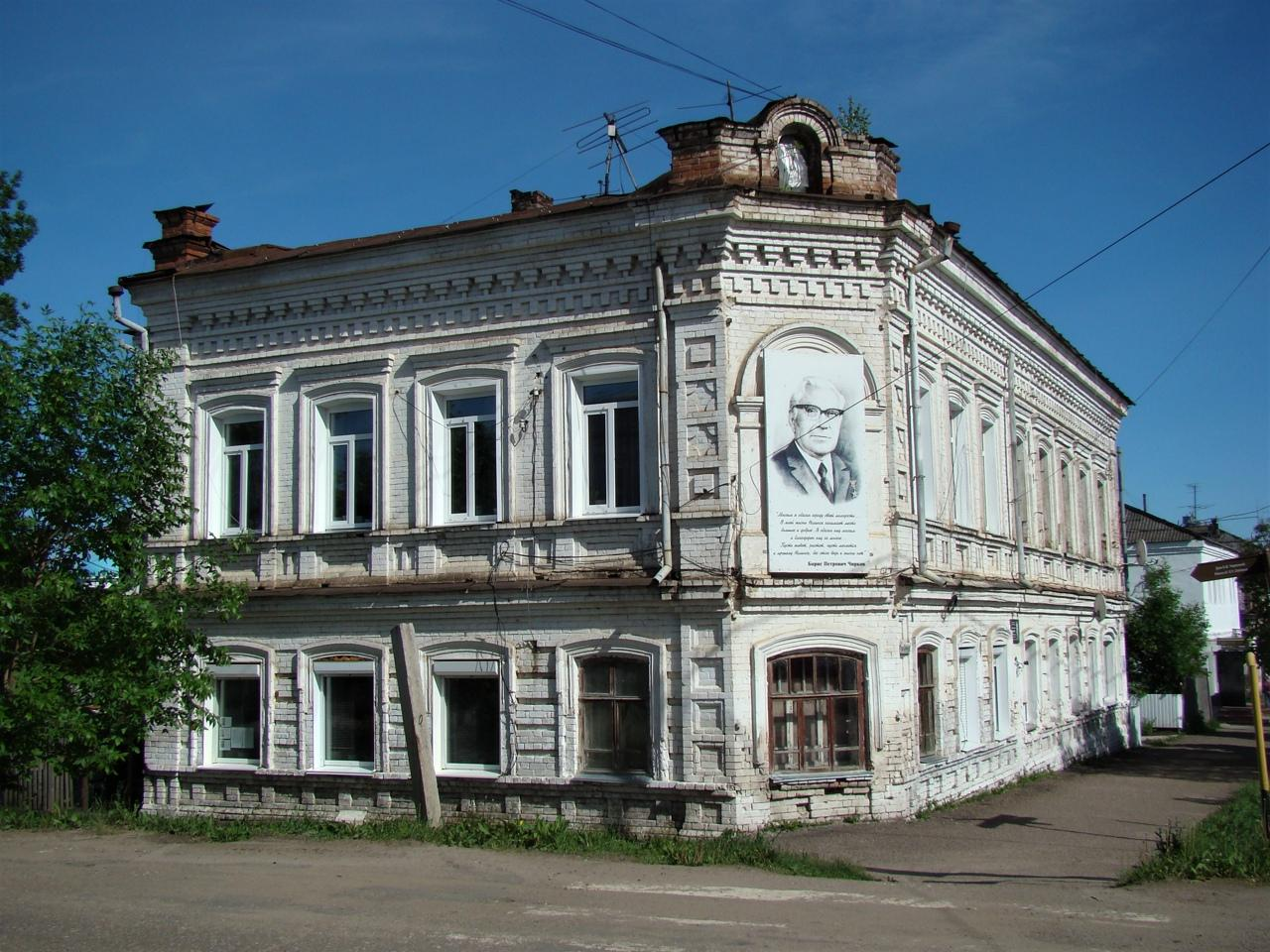
Дом Ольги Чирковой
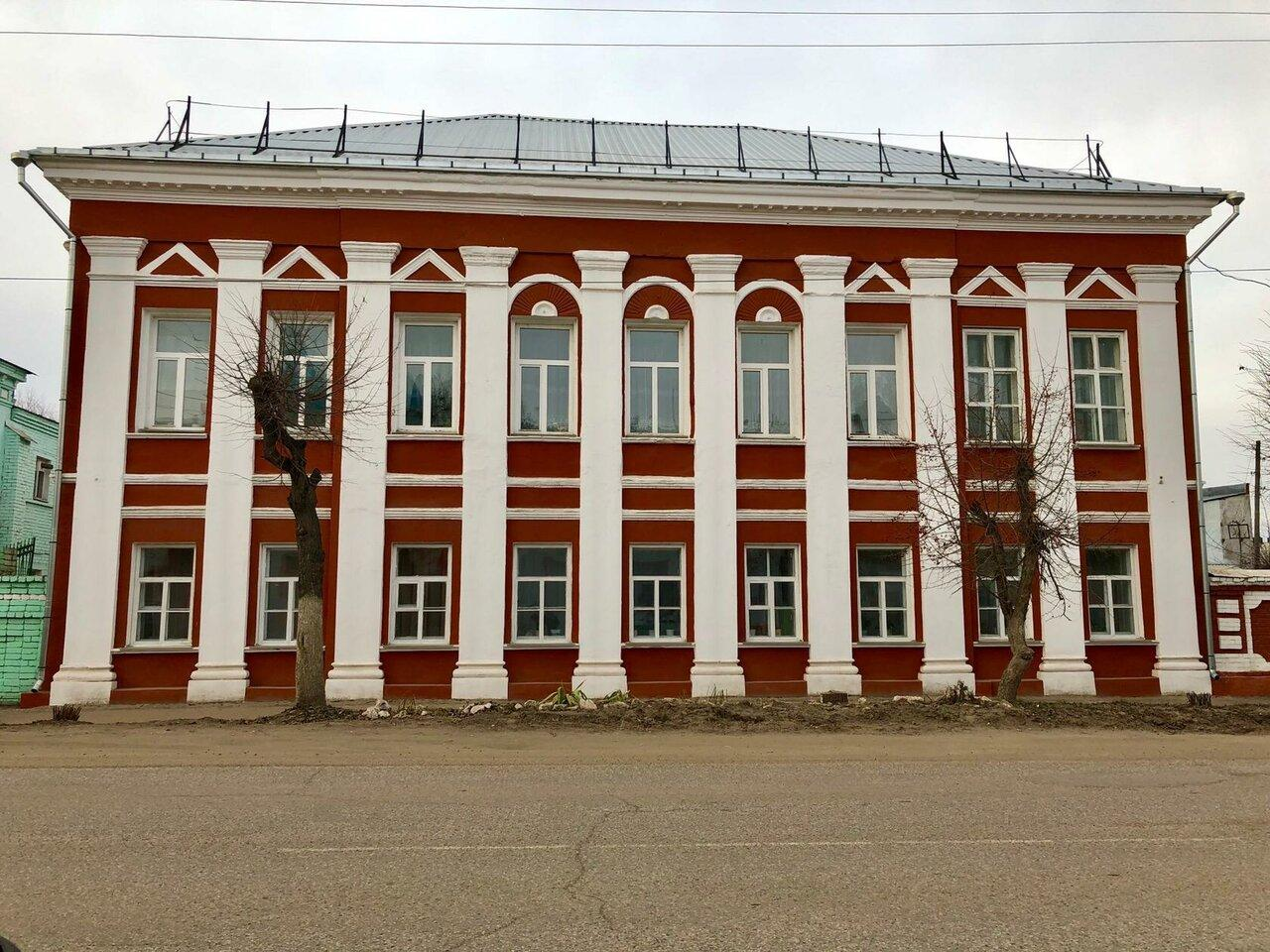
Детский сад

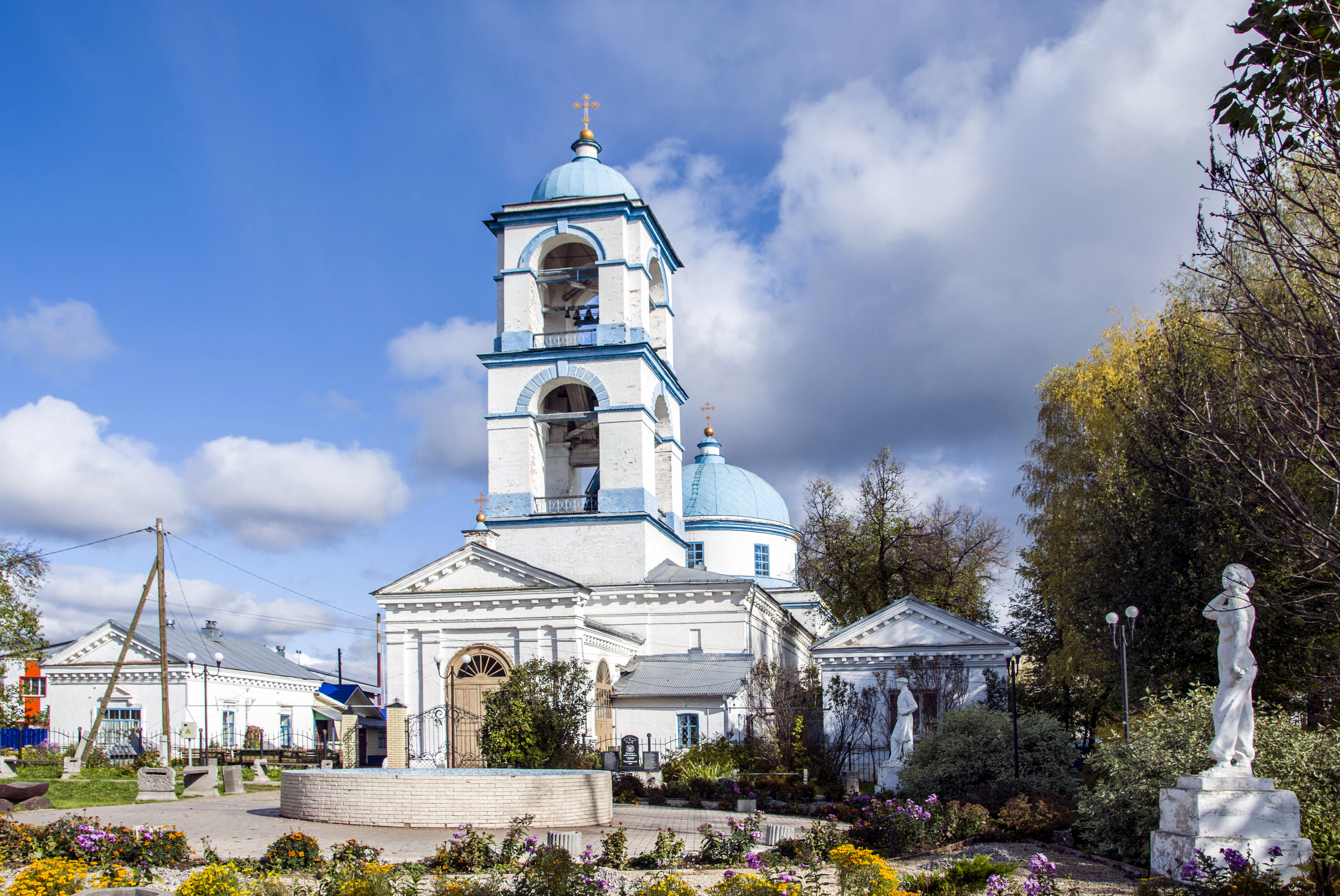
Успенский собор

Собор Успения Пресвятой Богородицы (Успенский собор) – единственный полностью сохранившийся храм в городе. Был построен на территории Базарной площади к 1845 году. Выполнен в традиционном вятском стиле архитектором Братухиным. Согласно легенде, занимавшийся строительством собор купец Чирков не смог уложиться в собранные средства, которые проиграл в карты. Отправившись к настоятелю Успенского Трифонова монастыря в Вятку за дополнительной суммой он получил отказ: «Сумел потратить – сумей возместить, но храм должен быть выстроен к сроку». Купец вынужден был продать дом и лавку, чтобы достроить собор.
Собор Николая Чудотворца (Николаевский собор) – старейший храм в городе. Был перестроен в 1724 году из деревянной церкви, от которой ведет свою историю поселение. На территории собора построили первую в Нолинске церковно-приходскую школу для детей всех сословий. Под храмом располагалась сеть потайных ходов. Путь вел от духовного училища, до секретной комнаты под колокольней, затем до северо-восточной башни и заканчивался на берегу реки Вои. В 1937 году собор был закрыт и использован под различные нужды: Дом культуры, кинотеатр, фильмотека кинопроката, спортивная школа олимпийского резерва, актовый зал и спортзал. Все это привело к его постепенному разрушению. В 2004 году храм выгорел. С 2010 года на пожертвования верующих началось восстановление собора. В 2015 году над собором был воздвигнут крест. Продолжается дальнейшее восстановление храма.

Николаевский собор
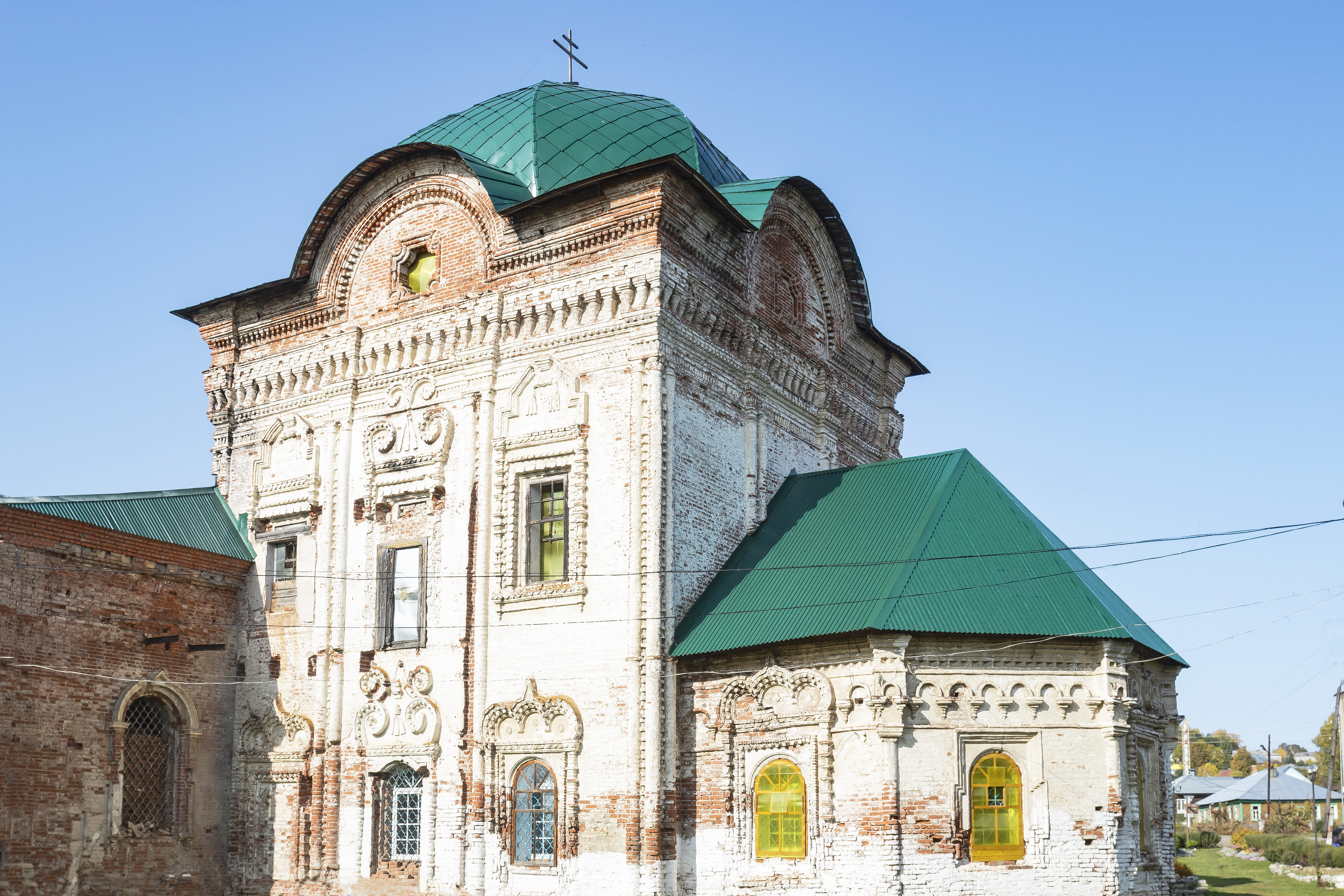
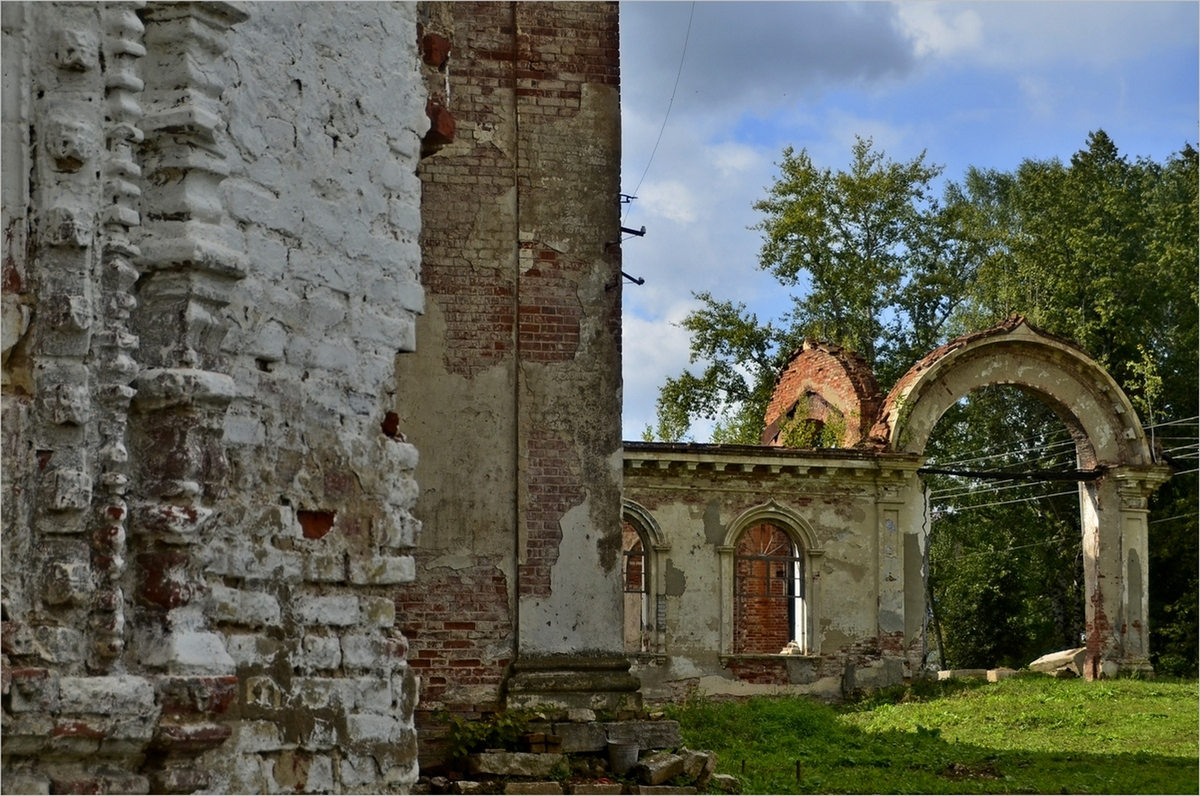
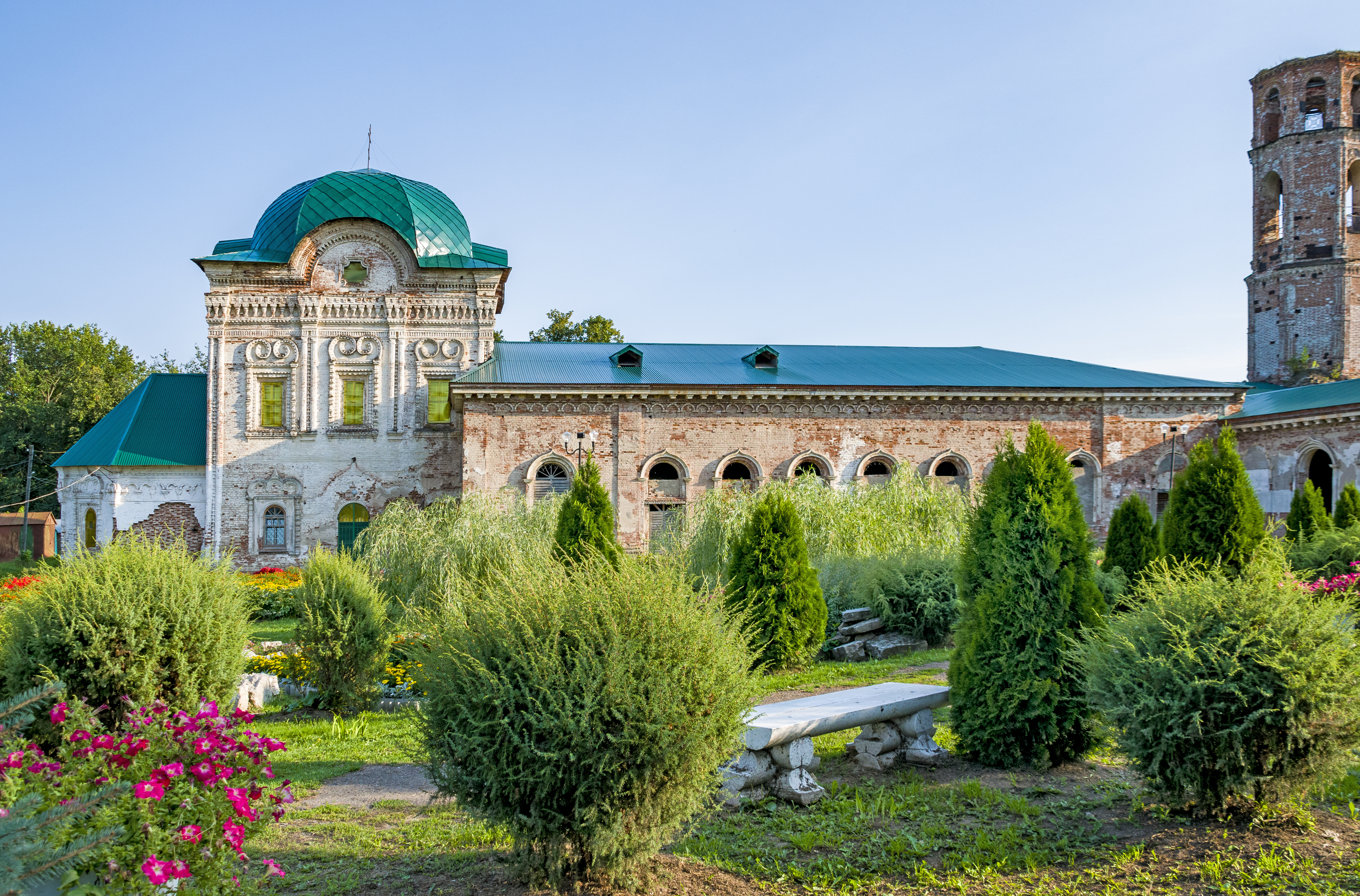
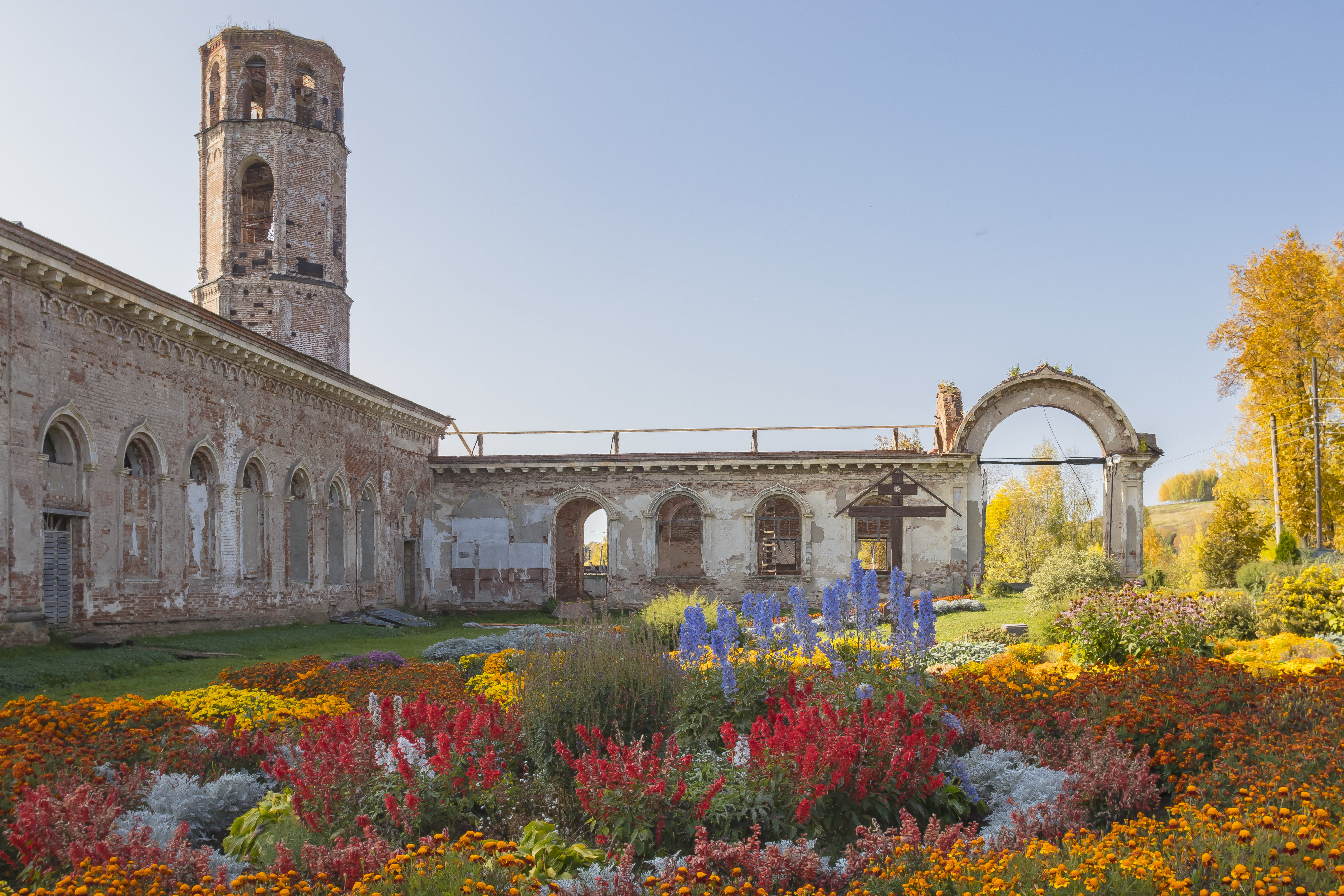

## Культура

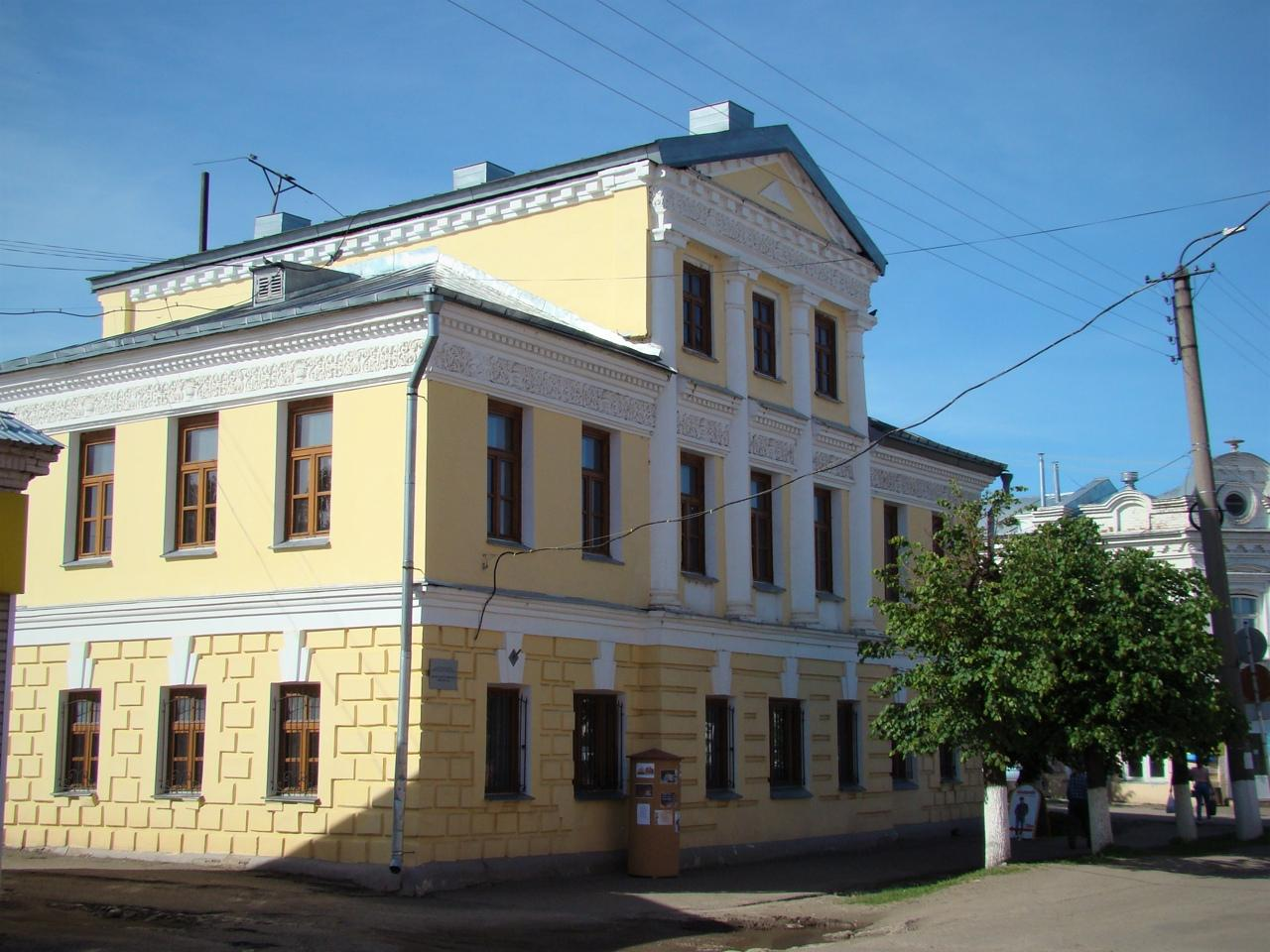
Городская библиотека

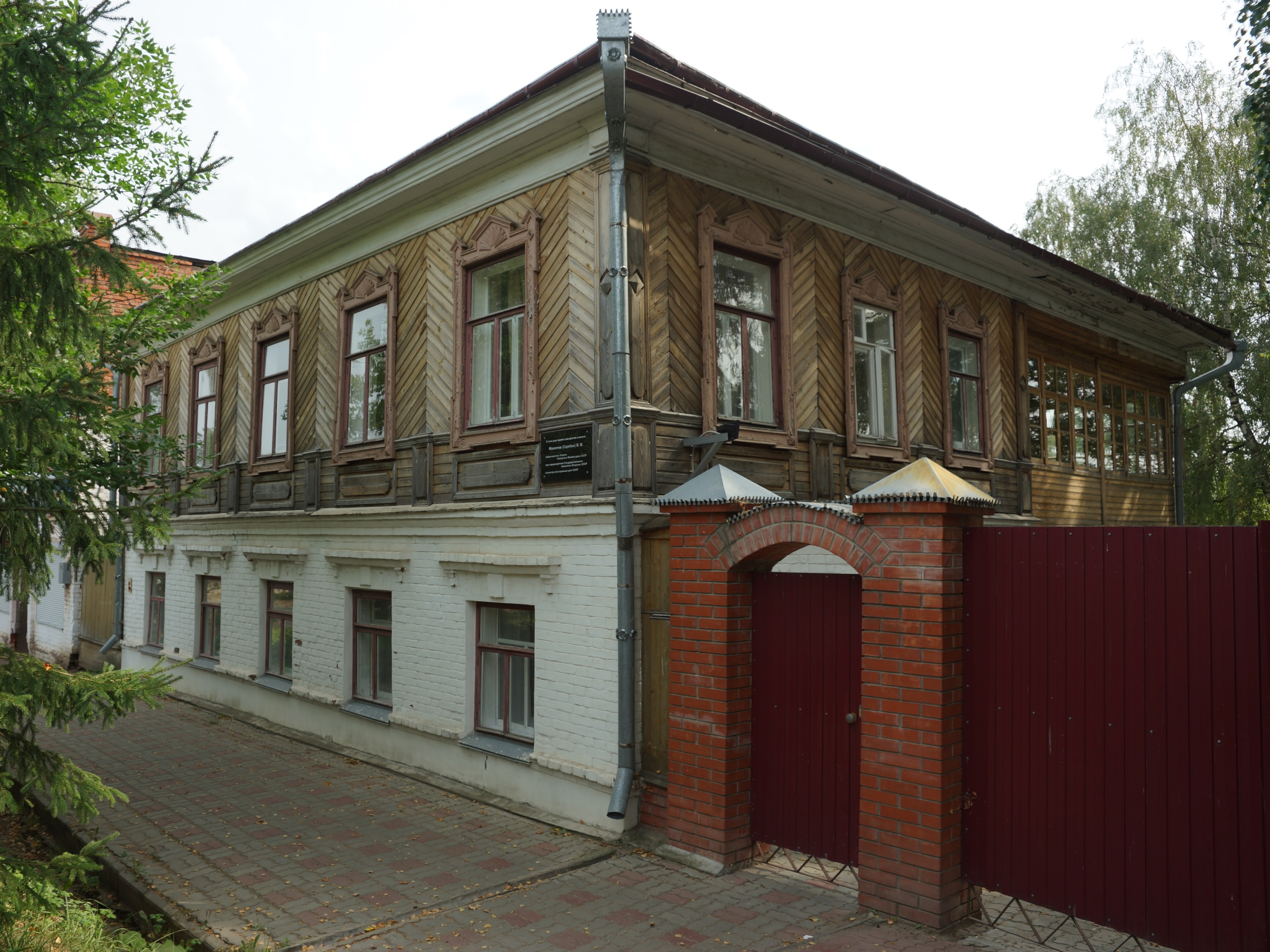
Дом-музей В. М. Молотова

Музей истории и краеведения Нолинска содержит различные тематические экспозиции. В одном из залов представлены виды традиционной русской крестьянской избы и купеческой комнаты XIX — начала XX века. В этой обстановке показаны предметы жизни и быта, а также изделия народных нолинских промыслов.
Музей животного мира рассказывает о животном и растительном разнообразии края в его историческом развитии. Присутствуют наглядные экспонаты.
В отдельном помещении расположен Музей пряника и лимонада, считающихся одними из символов города. В нём рассказывается об истории развития их производства в России и Нолинске.
Музей матрёшки представляет историю и развитие традиционного для Нолинска промысла. В зале представлена большая коллекция игрушек из России (вятская, майдановская, семёновская, сергиево-посадская, архангельская и другие) и стран мира.
Экспозиция Зала Славы посвящена знаменитым нолинчанам — героям Великой Отечественной войны, труженикам тыла, погибшим воинам-интернационалистам, ликвидаторам последствий аварии на Чернобыльской АЭС. Представлена история детских домов, которые были эвакуированы в город во время Великой Отечественной войны, включая детский дом для испанских детей.
Помимо краеведческого музея существует Музей Вячеслава Молотова. Он расположен в доме, где прошло детство министра иностранных дел и главы советского правительства. В музее рассказывается о его становлении, представлены экспонаты того времени.

## Промыслы

### Пряники
Пряничный промысел набирает популярность в Нолинске с середины XIX века. Множество купеческих семей занималось производство пряников, зарабатывая на этом солидное состояние. После революции промысел был утрачен, однако в 1939 году производство было возобновлено. В настоящее время нолинский пряник включен Роспатентом в реестр "Географические указания и наименования мест происхождения товаров" как заварной пряник с особыми свойствами.

### Матрёшка
История нолинской матрёшки началась в 1950-е годы, когда в местной артели стали вытачивать и расписывать эту игрушку. Ее особенностью является инкрустация соломенными узорам – эта традиция была перенята у нолинской деревянной продукции. Соломенные узоры раскрашиваются, они имеют форму геометрических фигур. Это создает свето-цветовую игру, придающую матрёшке дополнительный объем. Традиционно имеет рыжие волосы и большие голубые глаза За время своего существования нолинская матрёшка побывала на выставках в различных городах России, а также в Бельгии и Японии.

## Экономика
Нолинские предприятия работают в ширком спектре сфер. Ряд предприятий города занято в традиционных для города сферах.
Нолинская кондитерская фабрика, основанная в 1939 году на базе производства купца Стрижева, сейчас является единственным производителем пряников в городе. Также фабрика производит лимонад и другие газированные напитки. Продукция предприятия распространяется на территории всей Кировской области и в других регионах.
Предприятие «Вятский сувенир» занимается производством матрешек и деревянной расписной посуды.
Нолинский деревообрабатывающий комбинат производит мебель, посуду и сувенирную продукцию.
Помимо этого в городе работает хлебокомбинат и ремонтный завод, который осуществляет изготовление и ремонт оборудования для сельхозпредприятий.

## Образование

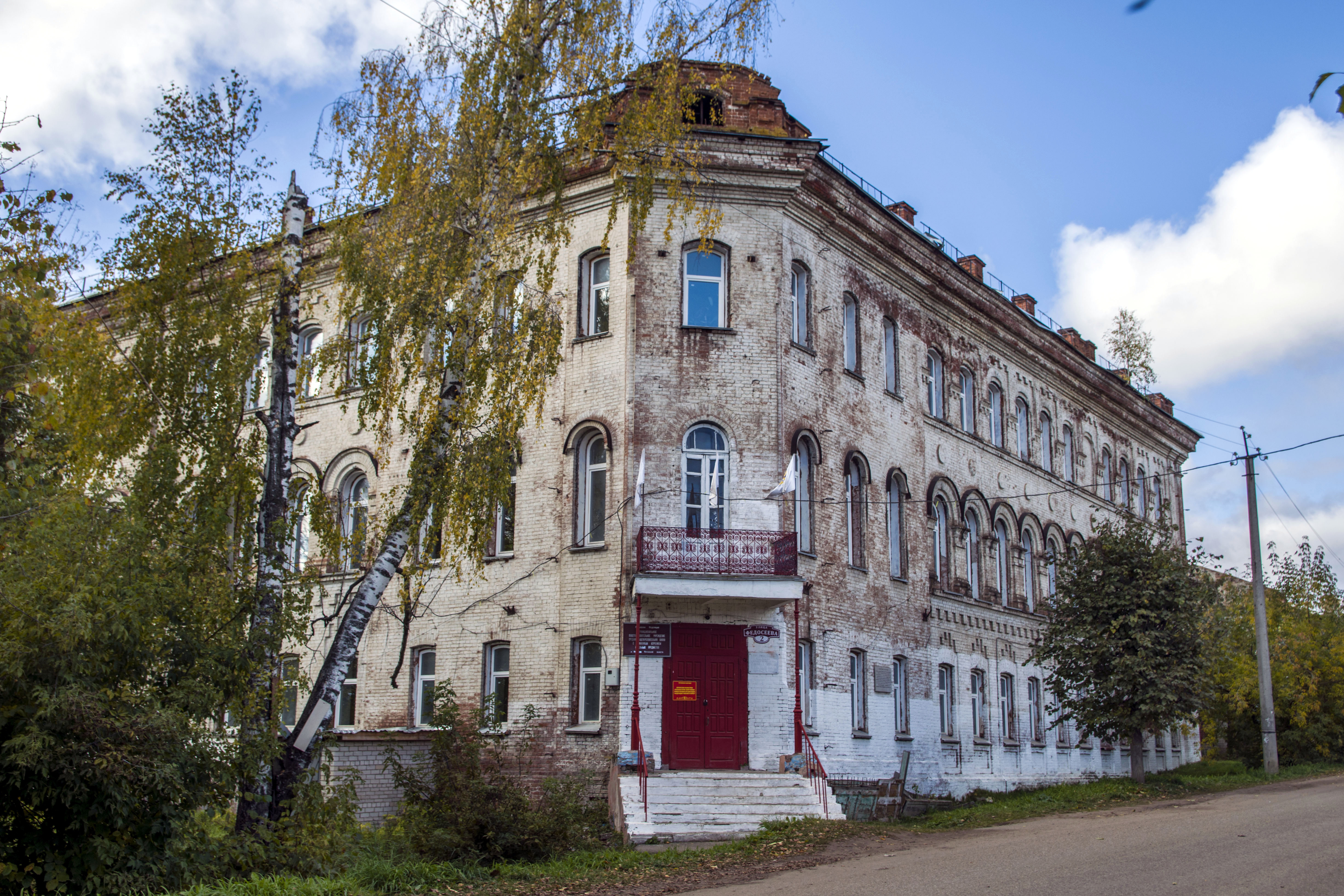
Здание бывшего духовного училища и школы, сейчас реставрируется

В Нолинске открыты 2 школы и 2 школы-интерната для обучающихся с ограниченными возможностями здоровья, куда приезжают дети с ближайших районов.
Помимо этого работают политехнический техникум и техникум механизации сельского хозяйства. 
В настоящий момент состояние образования в городе улучшается. В 2021 году в политехническом техникуме были открыты современные мастерские по стандартам WorldSkills. Готовится к строительству новая школа.

## Население
| 1780    | 1856    | 1897    | 1913    | 1926    | 1931    | 1939    | 1959    | 1970    | 1979    | 1989    | 1992    |
| ------- | ------- | ------- | ------- | ------- | ------- | ------- | ------- | ------- | ------- | ------- | ------- |
| 113     | ↗2900   | ↗4764   | ↗5100   | ↗5600   | ↗6100   | ↗8500   | ↗10 326 | ↗11 391 | ↗11 637 | ↘10 902 | ↘10 700 |
| 1996    | 1998    | 2000    | 2001    | 2002    | 2003    | 2005    | 2006    | 2007    | 2008    | 2009    | 2010    |
| ↗10 900 | ↘10 800 | →10 800 | ↘10 700 | ↘10 463 | ↗10 500 | ↗10 700 | →10 700 | ↘10 500 | ↘10 400 | ↘10 310 | ↘9554   |
| 2011    | 2012    | 2013    | 2014    | 2015    | 2016    | 2017    | 2018    | 2019    | 2020    | 2021    |         |
| ↗9600   | ↗9697   | ↗9782   | ↗9794   | ↘9752   | ↘9703   | ↗9720   | ↗9722   | ↘9702   | ↘9579   | ↘8262   |         |

На 1 января 2025 года по численности населения город находился на 984-м месте из 1124 городов Российской Федерации.

## Известные люди
В Нолинске прошло детство и юность талантливого артиста театра и кино, лауреата и кавалера множества орденов и наград, Бориса Чиркова.
Здесь же выросла доктор биологических наук, профессор, участник Всесоюзных и международных симпозиумов по проблемам биологии Эмилия Штина.
Некоторое время в Нолинске жил художник Борис Касков, здесь он преподавал в училище, расписывал собор. В его работах были запечатлены пейзажи города.
Зоотехник-селекционер Иван Панагушин будучи директором госплемрассадника в Нолинске вывел взамен местной низкопродуктивной породы овец новую – вятская тонкорунная.
В Нолинске родилась поэт, прозаик, журналист Валерия Ситникова.
В Нолинске родилась педагог, партийный деятель, заслуженный учитель школы РСФСР Ольга Чемекова.
Двое жителей Нолинска в годы Великой Отечественной войны были удостоены звания Героя Советского Союза – это Евгений Мариинский и Иван Якурнов. 
Генерал армии, один из командующих Западного фронта в годы войны Герман Маландин также происходил родом из Нолинска.
Богатейший нолинский купец Яков Небогатиков имел от 3 жён 15 детей. Одним из его потомков является советский министр иностранных дел и глава правительства Вячеслав Молотов (Скрябин), чье детство и юность прошли в Нолинске.
Дореволюционный Нолинск был городом не только купцов и ремесленников, но и политических ссыльных. Так, в 1898 году здесь в ссылке был Ф. Э. Дзержинский.

## Климат
| Показатель | Янв.  | Фев.  | Март  | Апр. | Май  | Июнь | Июль | Авг. | Сен. | Окт. | Нояб. | Дек.  | Год  |
| --- | ----- | ----- | ----- | ---- | ---- | ---- | ---- | ---- | ---- | ---- | ----- | ----- | ---- |
| Абсолютный максимум, °C | 5,3   | 4,6   | 11,4  | 26,1 | 34,5 | 36,0 | 37,8 | 36,2 | 30,8 | 22,4 | 10,2  | 7,3   | 37,8 |
| Средний суточный максимум, °C | −10,2 | −8,8  | −1,5  | 8,2  | 16,9 | 21,5 | 23,7 | 20,7 | 14,2 | 5,7  | −2,8  | −8    | 6,7  |
| Средняя температура, °C | −12,9 | −12,1 | −5,1  | 3,7  | 11,8 | 16,5 | 18,9 | 15,9 | 10,0 | 2,6  | −4,9  | −10,4 | 2,8  |
| Средний суточный минимум, °C | −16,7 | −16   | −9,2  | −0,8 | 6,2  | 11,1 | 13,8 | 11,3 | 6,0  | −0,2 | −7,6  | −13,8 | −1,3 |
| Абсолютный минимум, °C | −45   | −41,1 | −32,2 | −25  | −7,8 | −1,1 | 3,9  | 0,0  | −4   | −19  | −31,1 | −48   | −48  |
| Норма осадков, мм | 47    | 35    | 30    | 38   | 47   | 76   | 72   | 64   | 62   | 69   | 56    | 52    | 647  |
| Источник: Нолинск, Российская Федерация. Архив климатических данных. Дата обращения: 22 апреля 2012. Архивировано 15 мая 2012 года. |       |       |       |      |      |      |      |      |      |      |       |       |      |